# Dentista

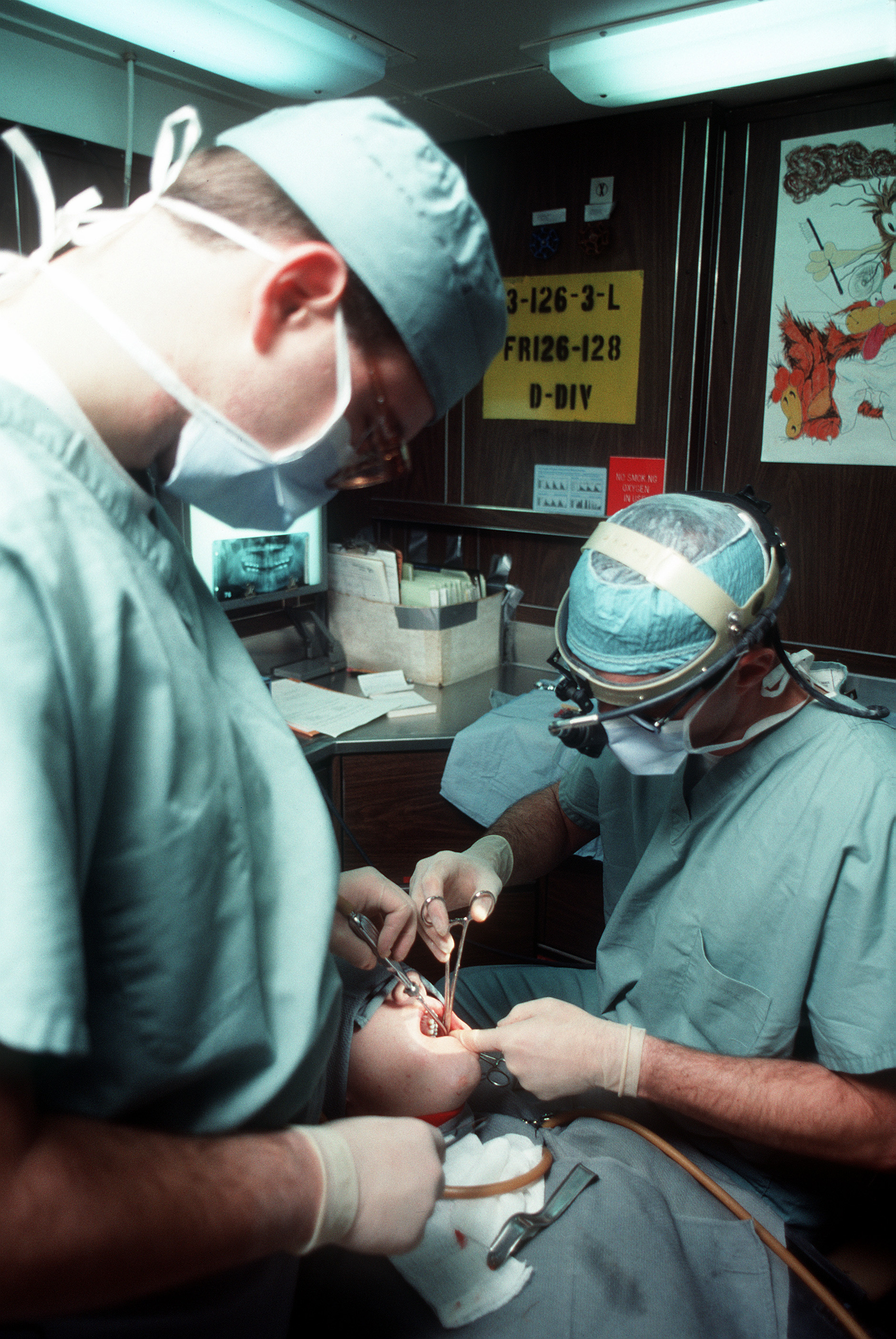
Um médico-cirurgião-dentista e seu assistente realizando uma cirurgia em um paciente.

Dentista, cirurgião-dentista, médico dentista, médico-orofacial ou odontologista é um profissional da saúde especializado em odontologia, responsável pelo diagnóstico, prevenção e tratamento das doenças do sistema estomatognático e estruturas anexas. A atividade pode ser executada em consultório próprio ou em âmbito público.
Visitas ao médico-cirurgião-dentista variam de acordo com as diversas especialidades da medicina estomatognática ou orofacial ou dentária, podendo ser realizadas intervenções para tratar doenças dentárias, doenças orais, doenças do aparelho estomatognático, doenças da face e também da região da cabeça e do pescoço, além de revisão da higiene bucal e integridade dos dentes, incluindo limpeza e profilaxia. Devem ser repetidas a cada seis meses, com o objetivo de manter os dentes em um estado adequado e evitar que se desenvolvam problemas bucais. Porém, a frequência ideal das visitas ao dentista vai sempre variar de acordo com cada caso, não se podendo assegurar que a frequência de visitas a cada seis meses seja o suficiente para garantir a saúde oral de pacientes que tenham, por exemplo, problemas como a periodontite.
A odontologia, avança largamente em suas tecnologias e inovações, intitulando-se como uma profissão de extremo prestígio social e relevância científica, haja vista as suas diversas contribuições à saúde, tais como a invenção da anestesiologia.

## Portugal
O Médico Dentista é o profissional da saúde, em Portugal, responsável por estudar, diagnosticar, tratar e prevenir todas as patologias do sistema estomatognático. A sua prática clínica pode dividir-se pelas subespecialidades da medicina: Medicina Endodôntica, Medicina Prostodôntica, Medicina Periodôntica, Medicina Oral, Medicina Dentística, Cirurgia (Cirurgia Oral e Cirurgia Ortognática), Patologia Oral e Maxilofacial, Imagiologia e Radiologia Oral e Maxilofacial; Medicina Odontopediátrica, Medicina Dentária Hospitalar, Medicina Dentária Desportiva, Medicina Dentária Geriátrica, Medicina Dentária Forense, Medicina Dentária Ocupacional, Fisiatria Orofacial, Anestesiologia Oral e Maxilofacial, Implantologia Orofacial, Harmonização Orofacial, Ortopedia Orofacial, Medicina Ortodôntica e Saúde Pública Oral.
Para obter o título profissional de Médico Dentista concedido pela Ordem dos Médicos Dentistas, é necessário obter cumulativamente os títulos académicos do 1º Ciclo de Estudos Superiores (Licenciatura) em Ciências Básicas da Saúde Oral e do 2º Ciclo de Estudos Superiores (Mestrado) em Medicina Dentária

### Subespecialidades
Em Portugal, as especialidades reconhecidas actualmente, no seio da Ordem dos Médicos Dentistas, são:
- Cirurgia oral
- Ortodontia
- Odontopediatria
- Periodontologia

## Brasil
O cirurgião-dentista, possui todas as prerrogativas médicas de atuação, podendo intervir cirurgicamente nos seus pacientes, solicitar internação, prescrever qualquer medicamento que lhe seja cabível, emitir atestados e solicitar qualquer tipo de exame complementar (sanguíneo, de imagem, provas de função, etc).
É importante também ressaltar que a legitimidade de prescrição médica dos cirurgiões dentistas é ampla aonde o mesmo está respaldado por diversas leis federais (5081/66, 9965/00, etc), aonde é evidente que o profissional poderá prescrever qualquer medicamento que seja cabível no tratamento, uma vez que a responsabilidade de prescrição é do prescritor que examinou o paciente e que fez o diagnóstico nosológico (ato restrito e exclusivo a profissionais da área médica (médicos, cirurgiões dentistas e/ou médicos odontologistas, médicos veterinários).
Até o século XIX, a prática da odontologia era efetuada por cirurgiões e barbeiros, quando físicos e médicos europeus começaram a exercer a profissão no Brasil. As atividades resumiam-se à extração dos dentes sem anestesia (não havia sido inventada), curativo de fístulas dentárias, tratamento de cáries com aplicação de remédios tópicos. Contudo, ainda no século XVIII dentes extraídos já eram substituídos por postiços, presos aos naturais com grampos de metal. Os postiços eram humanos ou talhados em osso, marfim ou massa endurecida. Os de porcelana apenas surgiram no século XIX, juntamente com o preenchimento das cáries com chumbo, aplicação de pivôs e dentaduras. A profissão está relacionado com a história brasileira devido ao alferes e dentista Joaquim José da Silva Xavier, considerado um herói nacional.
No Brasil a odontologia configura-se como uma profissão médica autônoma, desta forma o cirurgião-dentista detém todas as prerrogativas médicas, incluindo a emissão do atestado de óbito em algumas especialidades, principalmente na área de Cirurgia e Traumatologia Bucomaxilofacial (segundo a lei 5081/66 em seu artigo 6, inciso III) . Essa situação ficou configurada pela Lei de regulamentação da Odontologia  e após a aprovação da Lei do ato médico, na qual a Odontologia foi totalmente isentada na sua área de atuação.
No Brasil, o Dia Nacional do Cirurgião-Dentista foi estabelecido como 25 de outubro, quando se comemora a criação da primeira faculdade de odontologia (Medicina e Arte Dentária), na Bahia. Santa Apolônia, em cujo martírio sofreu fraturas de ossos faciais e de elementos dentais, é padroeira dos dentistas.
O termo "dentista", encontra-se defasado, considerando as diversas ramificações referentes à área de atuação da odontologia, especialidade a qual se faz responsável por, não somente, tratar e diagnosticar as doenças do complexo estomatognático, bem como intervir cirurgicamente. Dessa forma, a utilização de tal termo, é incoerente ao não designar de forma íntegra a abrangência do campo de atuação pretendido, referindo-se somente a uma pequena parcela das suas funções, o tratamento do tecido dentário.
Entretanto, vários projetos foram apresentados, encontrando-se em trâmite, visando alterar o termo "dentista" para "médico orofacial", oficialmente, enquanto especialidade médica, assim como em vários países, onde a odontologia é uma especialidade médica.

### Subespecialidades
A Odontologia Brasileira conta com 24 especialidades reconhecidas pelo Conselho Federal de Odontologia (CFO), que são:
- Odontopediatria: visa a prevenção, manutenção e reabilitação da saúde bucal da criança.
- Radiologia odontológica e imagiologia: tem como objetivo a aplicação de radiografia e outros exames por imagem com a finalidade de melhorar o diagnóstico, acompanhamento e documentação de toda a estrutura bucal.
- Dentística: nomenclatura atual da especialidade Dentística Restauradora modificada pela 3ª CONEO (Conferência Nacional de Especialidades Odontológicas) que promoveu alterações (Resolução CFO 22/2003) na nomenclatura de algumas especialidades, continuando, porém, com as mesmas atribuições.
- Endodontia: relacionada ao tratamento dos canais, infectados ou não. Diagnóstico e tratamento de enfermidades da polpa dentária e canais radiculares.
- Periodontia: Especialidade odontológica que se dedica ao estudo, tratamento e manutenção da saúde de todos os tecidos que se encontram ao redor (perio) dos dentes (donto). Gengiva, ossos da arcada dentária (maxilar e mandibular), mucosas, língua etc.. A periodontite é uma das principais causas de perdas dentárias, acontece quando os dentes progressivamente perdem sua sustentação no osso apresentando mobilidade. As causas incluem fatores genéticos, de condições relativas a saúde geral, e principalmente por conta de maus hábitos.
- Prótese dentária: cuida da recuperação das coroas dentais e da reparação de espaços decorrentes de extrações. Especialização na confecção de coroas, próteses dentárias fixas, removíveis ou próteses totais e de próteses sobre implantes.
- Ortodontia: corrige o posicionamento dos dentes e da arcada dentária restabelecendo a correta articulação entre as arcadas dentais, com recurso à prescrição de aparelhos corretivos fixos ou móveis.
- Ortopedia Funcional dos Maxilares: objetiva tratar aos desequilíbrios dos dentes, estruturas bucais e complexo craniofacial através de recursos terapêuticos, que utilizem estímulos funcionais, visando o equilíbrio morfofuncional de todo o sistema estomatognático.
- Implantodontia: relacionada à colocação de raízes artificiais nos ossos da arcada, para adaptação de dentes ausentes. É o ramo da Odontologia que restaura espaços ausentes de dentes através da implantação de dentes protéticos sobre uma peça de titânio no interior do tecido ósseo na área onde ficava o elemento dental ausente.
- Cirurgia e Traumatologia Buco - Maxilo - Facial: é a especialidade médico-cirúrgica da área de Odontologia que trata dos defeitos de nascença, traumatismos, anormalidades do crescimento craniofacial, tumores, deformidades estéticas da boca, dentes, maxilar e face.
- Prótese bucomaxilofacial: trata da reabilitação de estruturas faltantes na área de atuação do profissional, sejam essas perdidas como consequência de doenças (como o câncer), ou defeitos congênitos. Exemplos de próteses bucomaxilofaciais: Próteses de Olho, Nariz, Orelha, Queixo, etc..
- Odontologia legal: auxilia a medicina legal e a criminalística cuidando da análise craniofacial e dental de indivíduos visando a identificação de pessoas e a elucidação de casos.
- Odontologia em saúde coletiva: nomenclatura atual da especialidade, modificada pela 3ª CONEO (Conferência Nacional de Especialidades Odontológicas) que promoveu alterações (Resolução CFO 22/2003) na nomenclatura de algumas especialidades, continuando, porém, com as mesmas atribuições.
- Patologia Oral e Maxilofacial: Compreende no estudo laboratorial das alterações da cavidade bucal e estruturas anexas, visando o diagnóstico final e o prognóstico destas alterações. Também é especializado em Odontologia Forense.
- Disfunção temporomandibular e dor orofacial: tem por objetivo promover e desenvolver uma base de conhecimentos que visam a melhor compreensão no diagnóstico e no tratamento das dores da região bucal e outras estruturas relacionadas.
- Odontologia para Pacientes com Necessidades Especiais: tem por objetivo o diagnóstico, a preservação, o tratamento e o controle dos problemas de saúde bucal dos pacientes que apresentam uma complexidade no seu sistema biológico e/ou psicológico e/ou social, bem como percepção e atuação dentro de uma estrutura interdisciplinar com outros profissionais de saúde e áreas correlatas com o paciente.
- Odontologia do trabalho: objetiva a busca permanente da compatibilidade entre a atividade laboral e a preservação da saúde bucal do trabalhador.
- Estomatologia: especialidade odontológica que tem a responsabilidade no diagnóstico e tratamento das estruturas moles da cavidade bucal, a saber, lábio, gengiva, língua, mucosa e glândulas salivares, em nível ambulatorial e hospitalar.
- Harmonização orofacial: especialidade relacionada à estética facial nos três terços da face, especialmente no inferior, por meio de técnicas como preenchimentos ou rinomodelação com ácido hialurônico,, aplicação de toxina botulínica, realização de fios de sustentação, dentre outros.
- Odontologia hospitalar: especialidade odontológica responsável pelo tratamento de afecções odontológicas a nível hospitalar, como em limpeza da cavidade oral de indivíduos intubados em UTIs, realização de laserterapia para lesões de mucosa, dentre outros.